# 圣维塔勒门
44°29′38″N 11°21′25″E / 44.49389°N 11.35694°E

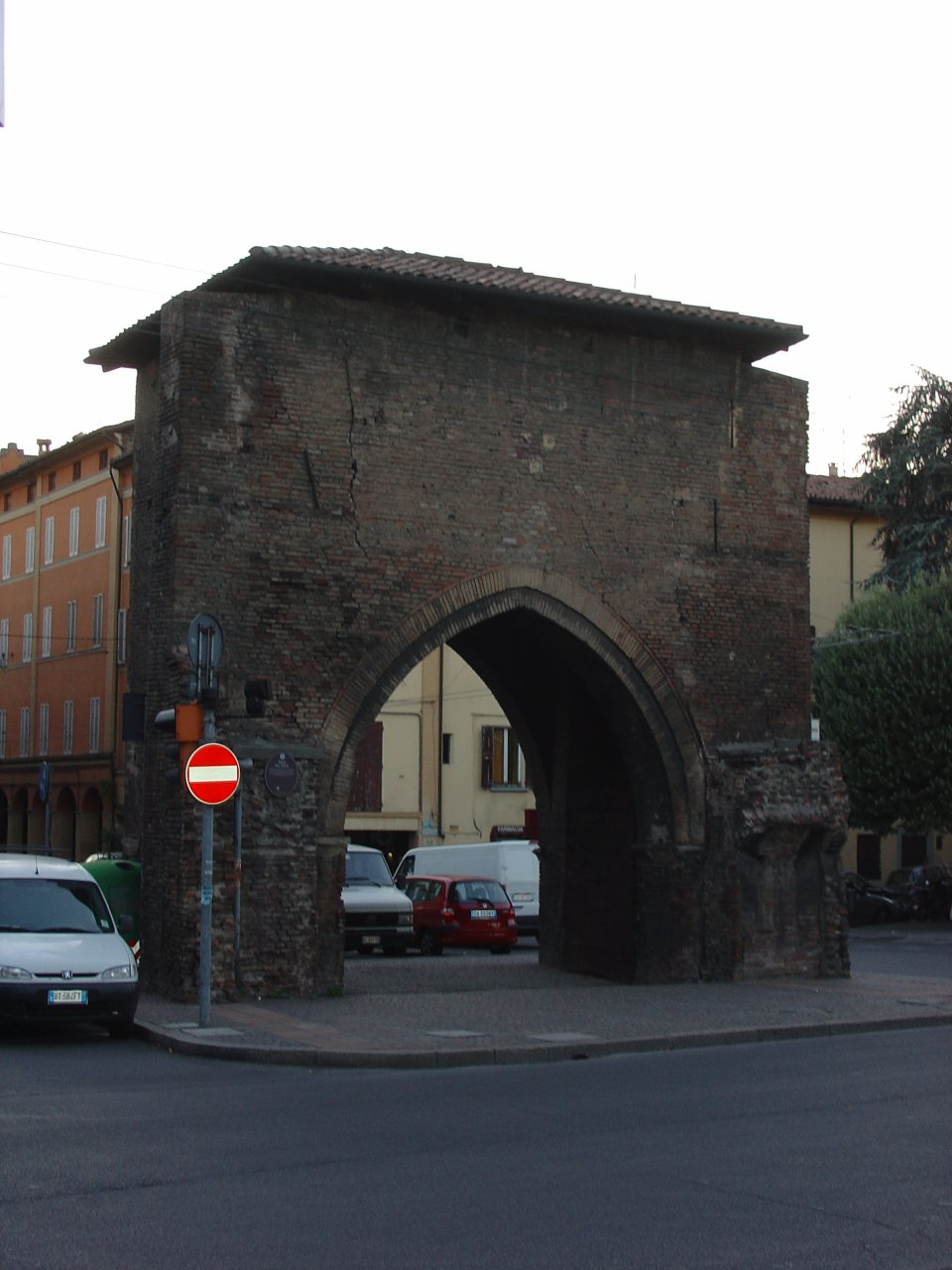
圣维塔勒门

圣维塔勒门（Porta San Vitale），又名拉文纳门（Porta per Ravenna），是意大利城市博洛尼亚昔日中世纪城墙上东侧的一个城门。它位于同名广场上，圣维塔勒街与环形大道交叉口西侧。

## 历史
圣维塔勒门与相邻的兵营和一座塔建于1286年。在16世纪初该塔被拆毁。过去城门的外侧有护城河和半月堡。在18世纪末 吊桥被拆毁。1950年至1952年，拆除了前段和半月堡。